# 切爾尼戈夫州立魯索夫通用科學圖書館
切爾尼戈夫州立索菲婭及亞歷山大·魯索夫通用科學圖書館（烏克蘭語：Чернігівська обласна універсальна наукова бібліотека імені Софії та Олександра Русових）是烏克蘭切爾尼戈夫的一座公共圖書館，是切爾尼戈夫州主要和最大的圖書館。1922年，圖書館以俄羅斯作家弗拉基米爾·科羅連科命名，2023年改以魯索夫夫婦命名。圖書館藏書86.8萬冊，其中83%為科學參考書和出版物。